# Zusammen geh’n
Zusammen geh’n ist eine Ballade des österreichischen Sängers Tony Wegas. Mit dem Lied vertrat der Sänger Österreich beim Eurovision Song Contest 1992. Im selben Jahr erschien eine englische Version mit dem Titel God Only Knows. Die Komposition erlangte erneut Bekanntheit durch das Lied We Have a Dream von den DSDS-Allstars der ersten Staffel im Jahr 2002, das über die identische Refrainmelodie verfügt.

## Entstehung und Artwork
Geschrieben wurde das Lied gemeinsam von den beiden deutschen Autoren Dieter Bohlen und Joachim Horn-Bernges. Die Produktion erfolgte unter der alleinigen Leitung von Bohlen.
Auf dem Frontcover der Single ist – neben Künstlernamen und Liedtitel – Wegas zu sehen. Er trägt einen Anzug mit rotem Sakko und lehnt sich mit einem Bein und seinem Rücken an eine Säule an. Die Fotografie stammt von Moritz Teichmann. Als Artdirektor fungierte Thomas Sassenbach.

## Veröffentlichung
Die Erstveröffentlichung von Zusammen geh’n erfolgte als Maxi-Single im Jahr 1992. Diese erschien zum einen als 7″-Single mit dem dazugehörigen Instrumental sowie als CD-Single mit dem Instrumental und der englischen Version God Only Knows als B-Seiten. Die Singles erschien durch das Musiklabel Ariola und wurden durch BMG vertrieben. Verlegt wurde das Lied durch den Arabella Musikverlag, den Blue Obsession Musikverlag, den Hanseatic Musikverlag und Montana Edition. Am 24. Januar 2005 erschien Zusammen geh’n als Teil der Kompilation The Very Best of Tony Wegas.

## Eurovision Song Contest
Am 9. Mai 1992 nahm Wegas mit Zusammen geh’n für Österreich beim Eurovision Song Contest teil. Er bekam dabei aus zehn von möglichen 22 Ländern Punkte, darunter einmal die Höchstpunktzahl von zwölf Punkten aus Irland, zehn Punkte aus dem Vereinigten Königreich sowie je acht Punkte aus Belgien, Griechenland und Zypern. Am Ende belegte Wegas mit 63 Punkten den zehnten Platz. Im Folgejahr nahm Wegas mit dem Titel Maria Magdalena erneut am Eurovision Song Contest und belegte mit 32 Punkten den 14. Platz. Das Autorenduo Bernges und Bohlen nahm damit schon zum zweiten Mal am ESC für Österreich teil. Bereits 1989 schrieben sie den Beitrag Nur ein Lied, der mit dem Interpreten Thomas Forstner mit 97 Punkten den fünften Platz belegte.
Punktevergabe
| Erhaltendes Land | Erhaltendes Land | Vergebendes Land | Vergebendes Land | Vergebendes Land | Vergebendes Land | Vergebendes Land | Vergebendes Land | Vergebendes Land | Vergebendes Land | Vergebendes Land | Vergebendes Land | Vergebendes Land | Vergebendes Land | Vergebendes Land | Vergebendes Land | Vergebendes Land | Vergebendes Land | Vergebendes Land | Vergebendes Land | Vergebendes Land | Vergebendes Land | Vergebendes Land | Vergebendes Land | Vergebendes Land |
| Land             | Insg.            | ESP              | BEL              | ISR              | TUR              | GRC              | FRA              | SWE              | POR              | CYP              | MLT              | ISL              | FIN              | SUI              | LUX              | GBR              | IRL              | DNK              | ITA              | YUG              | NOR              | DEU              | NLD              |                  |
| ---------------- | ---------------- | ---------------- | ---------------- | ---------------- | ---------------- | ---------------- | ---------------- | ---------------- | ---------------- | ---------------- | ---------------- | ---------------- | ---------------- | ---------------- | ---------------- | ---------------- | ---------------- | ---------------- | ---------------- | ---------------- | ---------------- | ---------------- | ---------------- | ---------------- |
| Österreich       | 063              | 2                | 8                | 0                | 0                | 8                | 0                | 1                | 3                | 8                | 4                | 0                | 0                | 0                | 0                | 10               | 12               | 7                | 0                | 0                | 0                | 0                | 0                |                  |

## Inhalt
Der Liedtext zu Zusammen geh’n ist mit Ausnahme einer Zeile im Refrain in deutscher Sprache verfasst. Im Refrain befindet sich die italienisch-englische Zeile: „Insieme a te (italienisch für „Mit dir“), together strong“ (englisch für „zusammen stark“). Die Musik wurde von Dieter Bohlen komponiert, der Text von Joachim Horn-Bernges geschrieben. Musikalisch bewegt sich das Lied im Bereich der Popmusik, stilistisch im Bereich des Europops und Schlagers. Das Tempo beträgt 75 Schläge pro Minute. Die Tonart ist A-Dur. Inhaltlich geht es in dem Lied um den Verlust einer nahestehenden Person („Dein Abschied ging verdammt tief rein“) und der Sehnsucht nach dem Wiedersehen („Auf Zwei, die sich so liebten, wartet noch so viel“).
Aufgebaut ist das Lied auf zwei Strophen und einem Refrain. Es beginnt zunächst mit der ersten Strophe, die sich aus zwei Absätzen mit jeweils vier Zeilen zusammensetzt. Auf die erste Strophe folgt erstmals der Refrain, der ebenfalls aus vier Zeilen besteht. An den Refrain schließt sich die zweite Strophe an, die nur aus einem vierzeiligen Absatz besteht, bevor das Lied mit dem zweiten, sich wiederholenden Refrain, endet. Die fremdsprachige Zeile „Insieme a te, together strong“ ist auch an gleicher Stelle in der englischen Version enthalten.
| „Zusammen geh’n zum Horizont, Insieme a te, together strong, Zusammen geh’n, so weit mit dir, Auf Zwei, die sich liebten, wartet noch so viel.“ – Refrain, Originalauszug (Zusammen geh’n) | „I’ll do it just the way I am. On every single day. I can’t deny I feel a little pain. I know it’s hard to say.“ – Refrain, Originalauszug (God Only Knows) |

## Musikvideo
Das Musikvideo zu Zusammen geh’n wurde weitestgehend in schwarz-weiß gedreht und zeigt die meiste Zeit über Wegas, der falschherum auf einem Holzstuhl sitzt und das Lied singt. Im Hintergrund sind viele aufeinandergestapelte Stühle zu sehen. Zwischendurch sieht man immer wieder erotische bzw. intime Szenen eines Pärchens. Die Gesamtlänge des Videos beträgt 3:19 Minuten.

## Mitwirkende
| Liedproduktion - Dieter Bohlen: Komponist, Musikproduzent - Joachim Horn-Bernges: Liedtexter Artwork - Thomas Sassenbach: Artdirektor (Cover) - Moritz Teichmann: Fotograf (Cover) | Unternehmen - Arabella Musikverlag: Verlag - Ariola: Musiklabel - Blue Obsession Musikverlag: Verlag - BMG Rights Management: Vertrieb - Hanseatic Musikverlag: Verlag - Montana Edition: Verlag |

## Kommerzieller Erfolg

### Chartplatzierungen
Zusammen geh’n erreichte erstmals am 10. Mai 1992 die österreichischen Singlecharts und belegte dabei Rang 24. Die Single platzierte sich acht Wochen in den Charts und erreichte am 24. und 31. Mai 1992 mit jeweils Rang neun seine beste Chartnotierung. Obwohl das Lied nicht die Chartspitze erreichte, war es trotzdem für den Zeitraum von sechs Wochen das erfolgreichste deutschsprachige Lied in den Charts.
Für Wegas wurde Zusammen geh’n der erste von zwei Charthits in seiner Karriere. Im Jahr 1993 schaffte er es mit Maria Magdalena erneut in die österreichischen Singlecharts, jedoch platzierte sich die Folgesingle nur drei Wochen in den Charts und erreichte lediglich mit Rang 26 seine Höchstplatzierung. Dieter Bohlen erreichte in seiner Funktion als Autor oder Produzent hiermit zum 33. Mal die Singlecharts in Österreich; es ist sein 17. Top-10-Erfolg. Für Joachim Horn-Bernges ist Zusammen geh’n die zehnte Autorenbeteiligung in den österreichischen Charts. Nach Jenseits von Eden (Nino de Angelo), Hello Again (Howard Carpendale) und Nur ein Lied (Thomas Forstner) erreichte er zum vierten Mal die Top 10.
| ChartsChartplatzierungen | Höchstplatzierung | Wochen |
| ------------------------ | ----------------- | ------ |
| Österreich (Ö3)          | 9 (8 Wo.)         | 8      |

### Verkäufe
Laut Angaben des Musiklabels verkaufte sich Zusammen geh’n weltweit über 300.000 Mal.

## DSDS-Allstars –We Have a Dream

### Entstehung und Veröffentlichung
We Have a Dream wurde von Dieter Bohlen geschrieben sowie produziert und durch die ursprünglichen Finalisten der ersten Staffel von Deutschland sucht den Superstar interpretiert. Abgemischt wurde das Lied in den Jeopark Studios in Hamburg unter der Leitung von Joachim Mezei. Für das Arrangement zeichnete Lalo Titenkov verantwortlich.
Das Stück erschien erstmals am 23. Dezember 2002 als Maxi-Single. Am 10. Februar 2003 erschien es als Teil des DSDS-Allstars-Albums United, dessen einzige Singleauskopplung es ist. Die Single erschien als CD und beinhaltet als B-Seiten eine Instrumental- sowie Extended Version zu We Have a Dream. Veröffentlicht wurde sie durch Hansa Records und durch BMG vertrieben. Verlegt wurde We Have a Dream durch den Arabella Musikverlag, den Blue Obsession Musikverlag, Hansa Edition, den Hanseatic Musikverlag, die i2i Musikproduktions- und Musikverlagsgesellschaft und Montana Edition. Um das Lied zu bewerben, erfolgte ein gemeinsamer Liveauftritt in der ersten Mottoshow am 21. Dezember 2002. Ein weiterer Liveauftritt fand am 28. Februar 2003 in der RTL-II-Show The Dome statt.
Auf dem Frontcover der Single ist – neben Liedtitel und der Produzentenangabe – das Show-Logo von Deutschland sucht den Superstar zu sehen. Das Artwork stammt vom Berliner Grafiker Ronald Reinsberg.

### Inhalt
We Have a Dream basiert im Refrain auf der Komposition von Zusammen geh’n, während die Strophenmelodie variiert. Der englischsprachige Text wurde komplett neu von Bohlen geschrieben, weshalb Joachim Horn-Bernges nicht Urheber dieser Coverversion ist. Der Titel bedeutet ins Deutsche übersetzt: „Wir haben einen Traum“. Musikalisch bewegt sich die Ballade im Bereich der Popmusik. Das Tempo beträgt 136 Schläge pro Minute. Die Tonart ist B-Dur. Während Zusammen geh’n vom Verlust einer nahestehenden Person und der Sehnsucht nach dem Wiedersehen handelt, geht es in We Have a Dream um die Liebe zur Musik.
Aufgebaut ist das Lied auf zwei Strophen und einem Refrain. Es beginnt zunächst mit der ersten Strophe, die sich aus neun Zeilen zusammensetzt. Zu hören sind hierbei die Stimmen von Daniel Lopes, Stephanie Brauckmeyer, Daniel Küblböck, Andrea Josten und Vanessa Struhler. Auf die erste Strophe folgt erstmals der Refrain. Dieser wird von Alexander Klaws, Judith Lefeber und Gracia Baur gesungen. Der gleiche Aufbau wiederholt sich mit der zweiten Strophe, wobei man hier die Stimmen von Juliette Schoppmann, Nektarios Bamiatzis, Baur und Lefeber hört. An die zweite Strophe schließt sich erneut der Refrain an, der diesmal überwiegend im Chor interpretiert wird. Das Lied endet mit einer Wiederholung des Refrains. Sowohl die erste, als auch die zweite Strophe enden als Übergang zum Refrain mit der wiederkehrenden Zeile: „Music is what we’re living for“ (englisch für „Musik ist wofür wir leben“).
| „We have a dream – music is our life. We have a hope – music will survive. We’ll take the chance – we had it all. We feel like heroes – we’re standing tall.“ – Refrain, Originalauszug | „Wir haben einen Traum – Musik ist unser Leben. Wir haben die Hoffnung – Musik wird überleben. Wir werden die Chance nehmen – Die wir alle hatten. Wir fühlen uns wie Helden – Wir sind groß.“ – Refrain, Übersetzung |

### Musikvideo
Das Musikvideo zu We Have a Dream zeigt die Finalisten der ersten DSDS-Staffel bei den Aufnahmen im Tonstudio. Zwischendurch sind auch immer wieder Szenen der Finalisten in der Natur oder während des gemeinsamen Liveauftritts in der ersten Mottoshow bei Deutschland sucht den Superstar zu sehen. Begleitet werden die Allstars von Bohlen am Klavier. Die Gesamtlänge des Videos beträgt 3:56 Minuten. Regie führte der aus Leverkusen stammende Philipp Zwez.

### Mitwirkende
| Liedproduktion - Nektarios Bamiatzis: Gesang - Gracia Baur: Gesang - Stephanie Brauckmeyer: Gesang - Dieter Bohlen: Komponist, Liedtexter, Musikproduzent - Andrea Josten: Gesang - Alexander Klaws: Gesang - Daniel Küblböck: Gesang - Judith Lefeber: Gesang - Daniel Lopes: Gesang - Joachim Mezei: Abmischung - Juliette Schoppmann: Gesang - Vanessa Struhler: Gesang - Lalo Titenkov: Arrangement | Unternehmen - Arabella Musikverlag: Verlag - Blue Obsession Musikverlag: Verlag - BMG Rights Management: Vertrieb - Hansa Edition: Verlag - Hansa Records: Musiklabel - Hanseatic Musikverlag: Verlag - i2i Musikproduktions- und Musikverlagsgesellschaft: Verlag - Jeopark Studios: Tonstudio - Montana Edition: Verlag Visualisierung - Ronald Reinsberg: Artwork (Cover) - Camille Younan: Filmeditor (Musikvideo) - Philipp Zwez: Regisseur (Musikvideo) |

### Rezeption

#### Rezensionen
Vicky Butscher vom deutschsprachigen Online-Magazin laut.de vergab für das Album United lediglich einen von fünf Sternen. Die Schemata, in die Bohlen seine „Liedchen“ packe, würden sich „gewaltig“ ähneln, so dass man sich manchmal frage, ob man diese Stücke nicht gerade schon mal gehört habe. Darunter sei auch We Have a Dream, das Butscher als „beliebig austauschbar“ bezeichnete.

#### Preise
Am 6. März 2004 gewann We Have a Dream einen Echo Pop in der Kategorie „Single des Jahres“. Das Stück setzte sich dabei gegen Ab in den Süden (Buddy vs. DJ The Wave), Für dich (Yvonne Catterfeld), Take Me Tonight (Alexander Klaws) und You Drive Me Crazy (Daniel Küblböck) durch.

### Kommerzieller Erfolg

#### Chartplatzierungen
We Have a Dream erreichte erstmals am 13. Januar 2003 die deutschen Singlecharts und erreichte auf Anhieb die Chartspitze. Die Single platzierte sich sechs Wochen an ebendieser sowie neun Wochen in den Top 10 und 17 Wochen in den Top 100. In Österreich stieg das Lied am 12. Januar 2003 auf Rang 31 ein und erreichte zwei Wochen später mit dem zweiten Rang seine beste Platzierung. We Have a Dream platzierte sich acht Wochen in den Top 10, davon fünf Wochen auf Platz zwei sowie 19 Wochen in den Charts. In einer Chartwoche konnte sich nur Lose Yourself von Eminem und in den restlichen vier Wochen All the Things She Said von T.A.T.u. besser platzieren. In der Schweiz debütierte die Single am 12. Januar 2003 auf Rang 33 und erreichte in der Folgewoche ebenfalls die Chartspitze, wo sie sich eine Woche hielt. Darüber hinaus platzierte sich We Have a Dream sechs Wochen in den Top 10 und 16 Wochen in den Charts.
2003 belegte We Have a Dream die Chartspitze der deutschen Single-Jahrescharts sowie Rang zwölf in Österreich und Platz 70 in der Schweiz.
Während es für alle teilnehmenden Sänger der erste Charthit war, erreichte Bohlen in seiner Funktion als Autor oder Musikproduzent hiermit zum 98. Mal die deutschen Singlecharts sowie zum 22. Mal die Top 10. Nachdem er zuletzt mit Atlantis Is Calling (Modern Talking) am 7. Juli 1986 den ersten Platz belegte, avancierte We Have a Dream nach sechzehneinhalb Jahren zum siebten Nummer-eins-Hit für Bohlen in Deutschland. We Have a Dream bildete den Start von sechs Nummer-eins-Hits für Bohlen in den folgenden 13 Monaten. Bis Januar 2004 erreichten die Autorenbeteiligungen beziehungsweise Produktionen Take Me Tonight (Alexander Klaws), You Drive Me Crazy (Daniel Küblböck), Für dich (Yvonne Catterfeld), Free Like the Wind (Alexander Klaws) und Du hast mein Herz gebrochen (Yvonne Catterfeld) ebenfalls die Chartspitze. In Österreich wurde die Single zum 50. Charthit für Bohlen sowie zum 20. Top-10-Erfolg, der erste seit fast vier Jahren. Die letzte Top-10-Platzierung erreichte er mit You Are Not Alone (Modern Talking) am 18. April 1999. Die Schweizer Hitparade erreichte Bohlen als Autor oder Produzent mit We Have a Dream zum 30. Mal. Er erreichte zum zehnten Mal die Top 10, das erste Mal wieder seit dem 31. Mai 1998 mit You’re My Heart, You’re My Soul ’98 (Modern Talking & Eric Singleton). Nach ebenfalls sechzehneinhalb Jahren wurde dies zu Bohlens viertem Nummer-eins-Hit in der Schweiz. Zuletzt gelang ihm dies in der Chartwoche vom 8. Juni 1986 mit Midnight Lady (Chris Norman). Davor erreichten bereits You’re My Heart, You’re My Soul (Modern Talking) und Cheri, Cheri Lady (Modern Talking) die Chartspitze.
| ChartsChartplatzierungen | Höchstplatzierung | Wochen |
| ------------------------ | ----------------- | ------ |
| Deutschland (GfK)        | 1 (17 Wo.)        | 17     |
| Österreich (Ö3)          | 2 (19 Wo.)        | 19     |
| Schweiz (IFPI)           | 1 (16 Wo.)        | 16     |

| ChartsJahrescharts (2003) | Platzierung |
| ------------------------- | ----------- |
| Deutschland (GfK)         | 1           |
| Österreich (Ö3)           | 12          |
| Schweiz (IFPI)            | 70          |

#### Auszeichnungen für Musikverkäufe
Im Jahr 2003 erhielt We Have a Dream eine dreifache Goldene Schallplatte für über 750.000 verkaufte Einheiten in Deutschland. Im gleichen Jahr erhielt die Single eine Platin-Schallplatte in der Schweiz und erreichte Goldstatus in Österreich. Damit erhielt We Have a Dream im deutschsprachigen Raum je zwei Goldene und Platin-Schallplatten und verkaufte sich laut Schallplattenauszeichnungen über 810.000 Mal.
| Land/Region        | Auszeichnungen für Musikverkäufe (Land/Region, Auszeichnung, Verkäufe) | Verkäufe |
| ------------------ | ---------------------------------------------------------------------- | -------- |
| Deutschland (BVMI) | 3× Gold                                                                | 750.000  |
| Österreich (IFPI)  | Gold                                                                   | 20.000   |
| Schweiz (IFPI)     | Platin                                                                 | 40.000   |
| Insgesamt          | 2× Gold · 2× Platin ·                                                  | 810.000  |

## Weitere Coverversionen (Auswahl)
- 1993: Al Martino – Auf Wiedersehen! (Album: The Voice to Your Heart)[33]
- 2003: Nicki Freiberger – Mein Superstar (Album: Kiddy Contest Vol. 9)[34]
- 2008: Michael Hirte – We Have a Dream (Album: Der Mann mit der Mundharmonika)[35]
- 2013: Claudia Pletz – Zusammen geh’n (Album: Dein Tag wird kommen)[36]
- 2016: Fantasy – Ich hab geträumt[37]
- 2017: Alexander Klaws, Pietro Lombardi, Prince Damien & Juliette Schoppmann – We Have a Dream (Album: Dieter Bohlen – Die Megahits)[38]
- 2019: Dieter Bohlen – We Have a Dream (Album: Dieter feat. Bohlen – Das Mega Album!)[39]